# Progress in Surface Science
Progress in Surface Science is een internationaal, aan collegiale toetsing onderworpen wetenschappelijk tijdschrift op het gebied van de
fysische chemie en de
fysica van de gecondenseerde materie.
De naam wordt in literatuurverwijzingen meestal afgekort tot Progr. Surf. Sci.
Het wordt uitgegeven door Elsevier en verschijnt maandelijks.
Het eerste nummer verscheen in 1972.